# جمعية البر الخيرية (القطيف)
جمعية البر الخيرية هي منظمة خيرية مقرها سنابس، بمحافظة القطيف، في المنطقة الشرقية للمملكة العربية السعودية. تأسست جمعية البر الخيرية في 20 نوفمبر، 2007م، الموافق لـ10 ذو القعدة 1428هـ.

## الأهداف
1. - تقديم المساعدات المالية والعينية للفقراء والمحتاجين
2. 2- تقديم المساعدات المالية والعينية في الحوادث سيئة النتائج كالحريق وما شابهه
3. 3- مساعدة المرضى والمعوزين والمعوقين وتسهيل تقديم العلاج لهم
4. 4- الاهتمام بالمساجد والمرافق العامة كمغاسل الموتى واصلاح القبور
5. 5- المشاركة والاهتمام بقيام مشاريع تهدف إلي تقديم خدمات اجتماعية الرعاية الطفولة والامومة.... الخ
6. 6- المشاركة والقيام بمشاريع تهدف ألي رفع مستوي الموطن الوظيفي والمهني والثقافي عن طريق عقد دورات تدريبية مهنية وتعلمية وثقافية

## المستفيدون
1. 1. الأطفال والأمهات.
2. 2. المرضى والمعوزين والمعوقين.
3. 3. الفقراء والمحتاجين.

## المشاريع والأنشطة
- إفطار صائم
- الحقيبة المدرسية

- كفالة أسرة فقيرة
- السلة الغذائية
- فرحة العيد
- مهرجان ذوي الاحتياجات الخاصة
- دورة كافل يتيم
- الطبق الخيري

### زكاة الفطر
مشروع زكاة الفطر هو مشروع أطلقته جمعية البر الخيرية في عام 1440هـ واستفاد منه 500 فرد من الأسر المحتاجة. يهدف البرنامج لخدمة المجتمع عبر تسهيل عملية إخراج الزكاة ورفع كفاءة إيصالها إلى مستحقيها. يتكون الفريق التطوعي من 62 متطوعٍ ومتطوعةٍ إضافة إلى موظفي الجمعية برئاسة نائب رئيس المجلس السابق علي آل فريج والذي بدوره قام بتوزيع المهام على عدد من اللجان.

## الهيكل الإداري
- رئيس مجلس الإدارة: أ. إبراهيم الزوري[2]

- الرئيس: عبد الله علي عبد الله الحبيب
- نائب الرئيس: قاسم عبد الله حسن الطوال

- إبراهيم عبد الله رضي الزوري
- إبراهيم علي عبد الله العبادي
- جاسم حسن جاسم آل سعيد
- حبيب حسن عبد الله العبادي
- عباس عيسى حسن المحل
- عبد الله حبيب حسن الابيض
- عبد الله حسن عبد الله الكزاز
- محسن محمد حسين الهاشم
- طاهر علوي جاسم آل درويش

## وصلات خارجية
- موقع جمعية البر الخيرية الرسمي.
- جمعية البر الخيرية على موقع الخير الشامل.